# Capnura venosa
Capnura venosa is een steenvlieg uit de familie Capniidae. De wetenschappelijke naam van de soort is voor het eerst geldig gepubliceerd in 1900 door Banks.